# براوندوالد
براونفالد أو براونوالد (بالإنجليزية: Braunwald)‏ هي مدينة من مدن سويسرا.
هي بلدة (بلدية) سابقة في ولاية غلاروس في سويسرا.وأصبحت ابتداء من الأول من يناير 2011 جزء من بلدة (بلدية) غلاروس سود.

## التاريخ
ذكرت براونوالد لأول مرة في عام 1421م باسم برنوالد.

## الجغرافيا

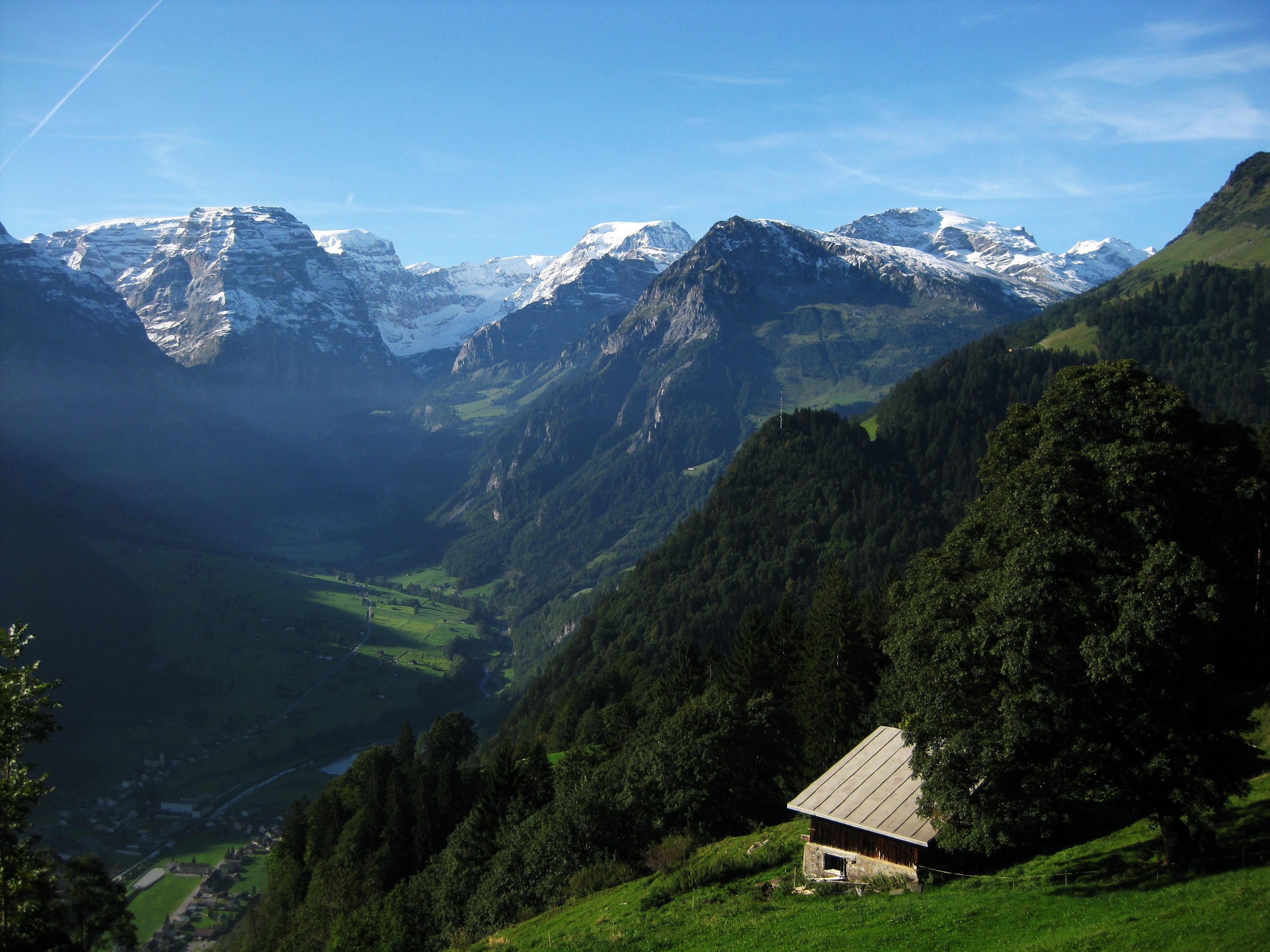
منظر من براونوالد

في عام 2006 كانت تبلغ مساحة براونوالد 10,1 كم مربع. وتم استخدام 43,7% من مساحتها زراعياً، بينما 28,5% منها مُشجر (عباره عن غابات) و 23,6% من مساحتها مُستوطن، وما تبقى منها غير منتج (انهار، أو انهار جليدية، أو جبال)
وتقع في مصطبة فوق وادي لينث بـ 1.256 متر (4,121 قدم) في جبال الالب غلاروس

## الخصائص السكانية
في 31 من ديسمبر 2013 بلغ عدد سكان براونوالد 308، وفي عام 2007 كان نسبه السكان الأجانب 13,0%، حيث انخفض عدد السكان في العشر السنوات الماضية بنسبه 25,4% .وبنسبه 43,6% من السكان يتحدثون اللغة الألمانية وتأتي بعدها في المركز الثاني اللغة الصربية الكرواتية بنسبه 3,2%. وفي المركز الثالث تأتي اللغة الهولندية بنسبه 1,3%.
وكان الحزب الأكثر شهرةً هو الحزب الديموقراطي الاجتماعي لسويسرا (SPS) حيث حصل على 57,9% من الأصوات، واغلب بقيه الأصوات ذهبت لحزب الشعب السويسري (SVP) بنسبه 38,2% من الأصوات
سكان سويسرا بشكل عام ذو تأهيل علمي عالي. في براونوالد حوالي 70.6% من السكان (يتراوح أعمارهم بين 25-64 سنه) هم من الذين اكملوا تعليمهم الثانوي أو تعليمهم العالي (جامعه أو جامعه العلوم التطبيقية)
يبلغ معدل البطالة في براونوالد إلى 1.2%. وفي سنه 2005، وصل عدد الموظفين في قطاع الأنشطة الأولية إلى 40 موظف باشتراك حوالي 15 شركة في هذا القطاع. وفي القطاع الثاني وصل عدد الموظفين إلى 20 موظف باشتراك 7 شركات في هذا القطاع. وفي قطاع الخدمات وصل عدد الموظفين إلى 215 موظف باشتراك 28 شركه في هذا القطاع
الجدول التالي لتاريخ تعدد السكان:
| السنة | عدد السكان |
| ----- | ---------- |
| 1941  | 327        |
| 1950  | 402        |
| 1960  | 491        |
| 2000  | 408        |

## المناخ
يبلغ معدل هطول الأمطار في براوندوالد 161.3 يوماً على مدار السنه. ويكثر هطول الأمطار في شهر أغسطس، حيث يبلغ معدل هطولها في هذا الشهر إلى 15.4 يوماً ويصل تساقط الأمطار إلى 206مل م (8.1 انش). ويعتبر شهر يوليو من أكثر الشهور لهطول الأمطار بمعدل 16 يوماً ولكن يصل هطولها إلى 199 مل م (7.6 انش). وشهر أكتوبر من أكثر الشهور جفافاً على مدار السنه حيث يصل تساقط الأمطار إلى 120 مل م (4.7 انش) من تساقطها في 15.4 يوما
براوندوالد هي البلده التي تحمل النسبة الاعلى من تساقط الثلوج على مدار السنه في سويسرا

## روابط ذات صله
Braunwald in German, French and Italian in the online قاموس سويسرا التاريخي.